# Piramidologia

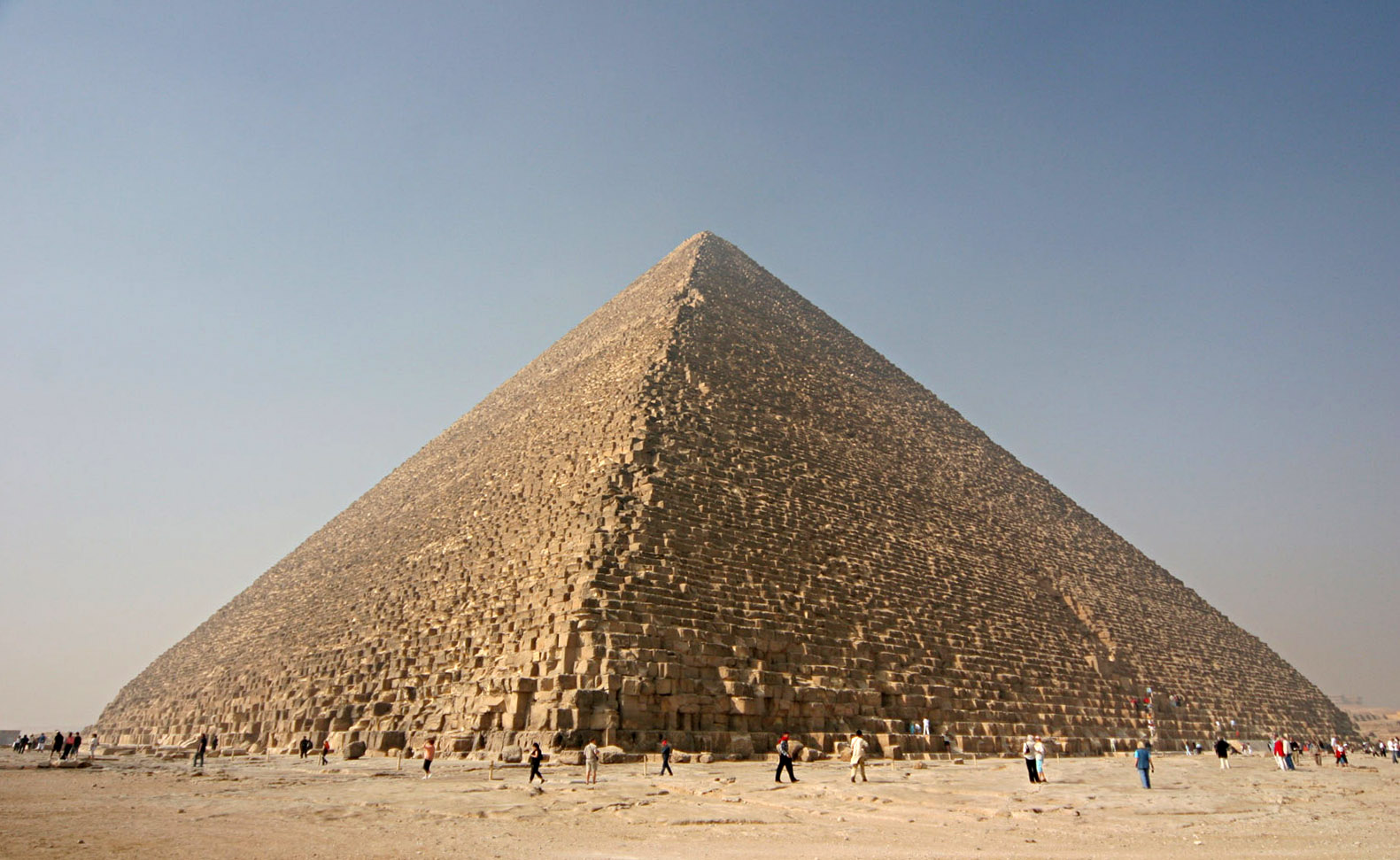
Piramida Cheopsa w Gizie

Piramidologia – określenie różnych pseudonaukowych lub paranaukowych poglądów dotyczących piramid, zwłaszcza egipskich. Niektórzy piramidolodzy zajmują się też monumentalnymi budowlami Inków i Majów oraz świątyniami w południowo-wschodniej Azji.
Szczególną rolę w piramidologii odgrywa Piramida Cheopsa w Gizie, w której wymiarach i układzie korytarzy doszukiwano się zaszyfrowanych danych matematycznych i astronomicznych, zapisu dziejów ludzkości czy przepowiedni dotyczących przyszłych losów świata.

## Rozwój poglądów

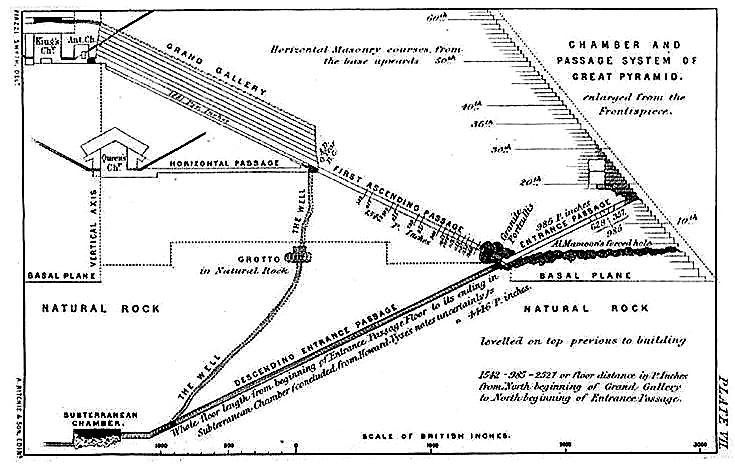
Charles Piazzi Smyth: układ korytarzy Wielkiej Piramidy.

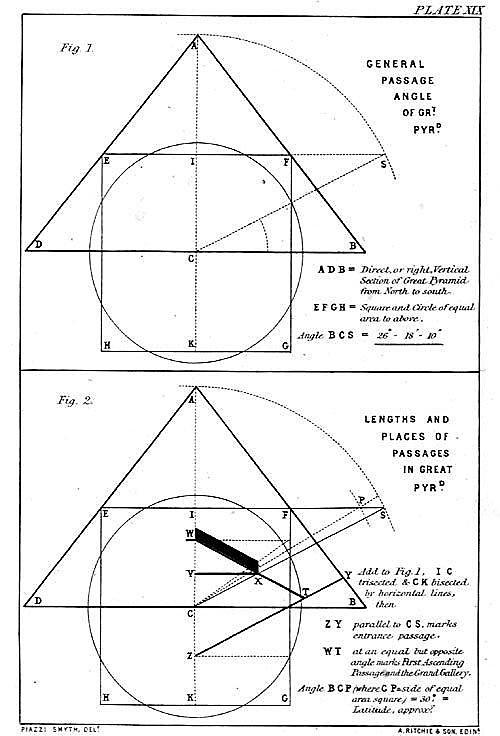
Diagram Smytha z Our Inheritance in the Great Pyramid, mający ukazywać geometryczne właściwości Wielkiej Piramidy.

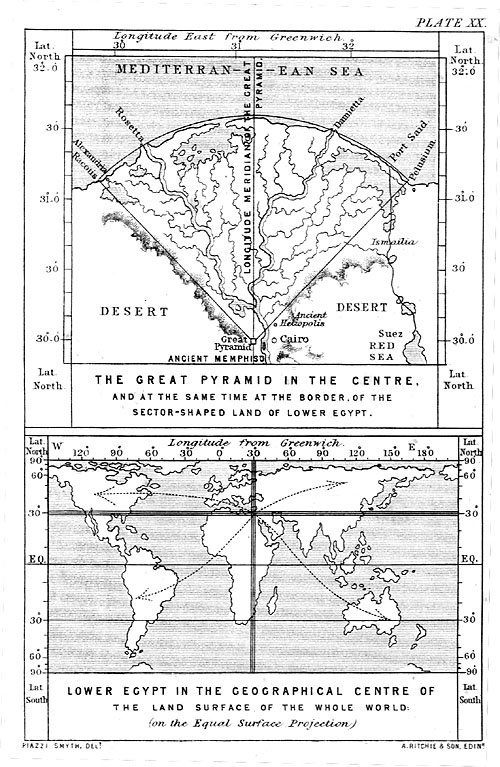
Położenie Wielkiej Piramidy na mapie świata umieszczonej przez Smytha w Our Inheritance in the Great Pyramid miało wskazywać, że znajduje się ona w szczególnym miejscu.

W 1859 roku John Taylor (1781–1864) opublikował książkę The Great Pyramid: Why Was It Built? & Who Built It? (Wielka Piramida: Dlaczego została zbudowana? I kto ją zbudował?), w której zakładał, że architektem, który zaplanował i nadzorował budowę Wielkiej Piramidy nie byli Egipcjanie, ale prawdopodobnie biblijny patriarcha Noe. Późniejsi piramidolodzy, którzy zaakceptowali hipotezy Taylora, uznali, że budowniczym piramidy był Melchizedek. John Taylor w swojej książce zaproponował również koncepcję, zgodnie z którą liczba π mogła celowo zostać wprowadzona do projektu Wielkiej Piramidy. Wyliczył, że jeśli obwód piramidy podzieli się przez jej wysokość, otrzymuje się wartość bliską 2π. Na tej podstawie zasugerował, że Wielka Piramida miała reprezentować kulistą Ziemię, gdzie wysokość piramidy odpowiada promieniowi poprowadzonemu od środka Ziemi do bieguna północnego, a obwód piramidy odpowiada obwodowi Ziemi na równiku.
Poglądy Johna Taylora nie były popularne, lecz przyjął je i rozwinął brytyjski astronom Charles Piazzi Smyth. Smyth, w głównej mierze na własny koszt, udał się do Egiptu, gdzie poświęcił sporo czasu na badania piramidy oraz na gromadzenie ogromnych ilości danych odnoszących się do niej. W rezultacie nie tylko zgodził się z założeniami Taylora, ale również sam odkrył kolejne zależności potwierdzające, w jego mniemaniu, szczególny charakter piramidy. Napisał on trzy książki oraz liczne prace poświęcone temu tematowi: Our Inheritance in the Great Pyramid (Nasze dziedzictwo w Wielkiej Piramidzie, 1864), Life and Work at the Great Pyramid (1867) oraz On the Antiquity of Intellectual Man (1868), dzięki którym spopularyzował piramidologię w Wielkiej Brytanii i Ameryce. Twierdził w nich, że budowa Wielkiej Piramidy opiera się na zasadzie złotego środka, co jest dowodem celowego działania budowniczych, którzy w wymiarach piramidy ukryli złożone zależności matematyczne i astronomiczne. Uznał też, że liczba użytych kamieni w komorach grobowych, wielkość sarkofagu w komorze królewskiej, kąty piramidy oraz inne cechy tej budowli są zaawansowanymi kombinacjami liczb 25, 50, 10, 366 i 9. Wszystko to miało świadczyć, że piramida jest czymś więcej niż tylko grobem faraona.
C.P. Smyth poświęcił również wiele swoich badań innym fizycznym właściwościom piramidy. Doszedł do wniosku, że również takie parametry fizyczne jak ciśnienie barometryczne i temperaturę można wyliczyć, badając wnętrze Komory Króla oraz masę i gęstość znajdującego się w niej granitowego sarkofagu.
Smyth odrzucał system metryczny. Na podstawie swoich obliczeń doszedł on do wniosku, że budowniczowie piramid posługiwali się hipotetycznymi jednostkami, które nazwał „łokieć piramidowy” i „cal piramidowy”. Za pomocą tych jednostek wyprowadzał np. długość roku słonecznego. Wartość tę miała reprezentować długość boków piramidy. Poglądy Smytha były rozwijane przez jego współpracownika Roberta Menziesa, który przyjął, iż jeden „cal piramidowy” odpowiada jednemu rokowi. Zgodnie z tym w wymiarach korytarzy Wielkiej Piramidy miały być ich zdaniem zapisane dzieje świata od Stworzenia (przez bpa Jamesa Usshera datowanego na rok 4004 p.n.e.) do Apokalipsy (która miała nastąpić między 1882 a 1911 rokiem).
Teoriami C.P. Smytha zainteresował się William Flinders Petrie, uznawany za ojca archeologii starożytnego Egiptu. W grudniu 1880 roku przybył on do Egiptu i rozpoczął prace wykopaliskowe. W wydanej w 1883 roku pracy The Pyramids and Temples of Giza zdementował rewelacje Smytha jako pozbawione jakichkolwiek podstaw.
W 1868 roku Henry Mitchell (1830–1902), główny hydrograf US Coast Survey, w trakcie podróży do Egiptu, skąd raportował postępy budowy kanału Sueskiego, uznał, że piramida znajduje się w szczególnym miejscu w stosunku od wybrzeża Morza Śródziemnego. Jego obserwacja położenia piramidy doprowadziła do wniosku, że budowla ta została wzniesiona w centralnym punkcie Ziemi.
Angielski astronom Richard Anthony Proctor w wydanej w roku 1883 książce The Great Pyramid: Observatory, Tomb, and Temple twierdził, że piramida była nie tylko grobowcem, ale również obserwatorium astronomicznym i świątynią.
Dla Heleny Bławatskiej (1831–1891), twórczyni teozofii, Wielka Piramida była starożytną świątynią ezoteryczną, we wnętrzu której wprowadzano inicjowanych w arkana wiedzy tajemnej. Z kolei twórcy tacy jak Ignatius Donnelly (1831–1901) w ogóle podważyli wzniesienie piramid przez starożytnych Egipcjan, przypisując ich autorstwo znacznie starszej cywilizacji Atlantydów.

## Wpływ piramidologii na wyznania chrześcijańskie
Badania C.P. Smytha miały wpływ na niektórych działaczy religijnych. Gorącym orędownikiem jego poglądów stał się kanonik François Napoléon Marie Moigno (1804–1884) z bazyliki Saint-Denis. W 1877 roku luterański teolog i duchowny Joseph Seiss (1823–1904) opublikował książkę Miracle in Stone (Cud w kamieniu), która doczekała się czternastu wydań. On też pierwszy nazwał Wielką Piramidę „Biblią w Kamieniu”. W czerwcu 1876 roku artykuł C.P Smytha pt. „Glory of the Great Pyramid” (Chwała Wielkiej Piramidy) ukazał się w czasopiśmie „Bible Examiner” wydawanym przez George’a Storrsa w nowojorskim Brooklynie. Jakiś czas później George Storrs opublikował serię artykułów na temat Wielkiej Piramidy w czasopiśmie adwentystycznym „Herald of Life and the Coming Kingdom”. W czasopiśmie „Bible Examiner” publikował również Charles Taze Russell.

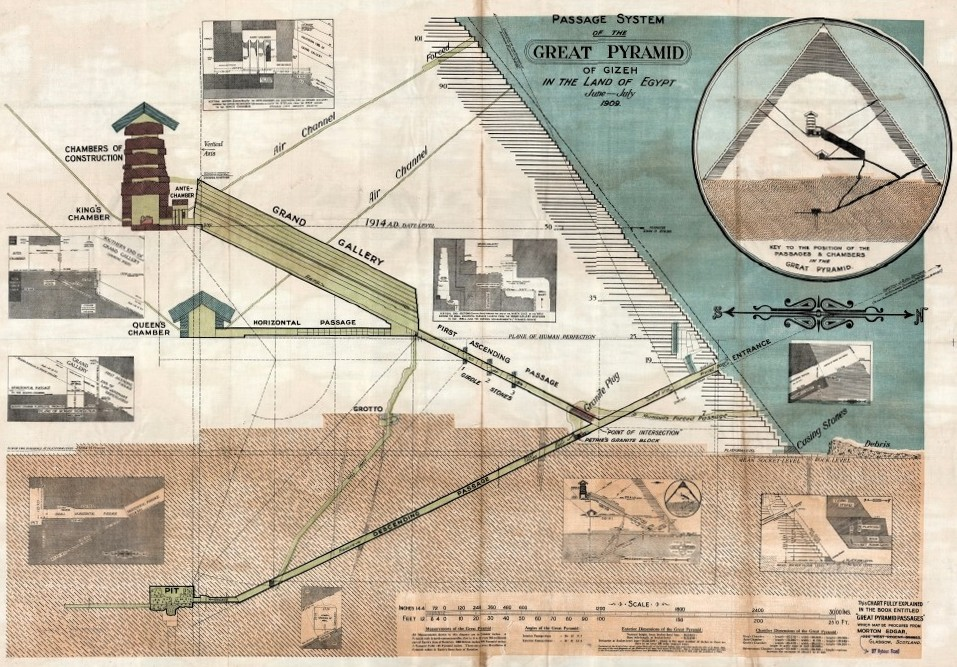
Woskowany baner lniany z 1910 roku, przedstawiający szczegółowy przekrój Wielkiej Piramidy w Gizie w Egipcie. Opiera się na badaniach przeprowadzonych w 1909 roku przez Mortona Edgara i jego brata Johna Edgara (Towarzystwo Strażnica), którzy obaj byli oddanymi piramidologami, z prognozami biblijnymi.

W „Strażnicy Syjońskiej” z września 1883 roku C.T. Russell napisał, że Bóg umieścił Wielką Piramidę jako znak w Egipcie wspomniany w Księdze Izajasza 19:19,20. W 1891 roku Russell wydał książkę Przyjdź Królestwo Twoje, będącą trzecim tomem serii Brzask Tysiąclecia. W dziesiątym rozdziale tej książki, w całości poświęconym Wielkiej Piramidzie, Russell zawarł historyczno-eschatologiczne interpretacje struktury piramidy, które wykraczały poza prace Taylora, Smytha, Seissa, Storrsa i innych. C.T. Russell uznał, że piramida przedstawia „Boski plan wieków w kamieniu”. Recenzentem tego rozdziału książki był C.P. Smyth. W ruchu Badaczy Pisma Świętego dalsze badania Wielkiej Piramidy prowadzili bracia John i Morton Edgar. Badacze Pisma Świętego twierdzili wówczas, że długość niektórych korytarzy w Wielkiej Piramidzie wskazuje na czas rozpoczęcia „wielkiego ucisku”, o którym jest mowa w Ewangelii według Mateusza 24:21, a sama Wielka Piramida była uważana za „Biblię w Kamieniu”.
Pogląd ten w 1928 został odrzucony przez największą grupę Badaczy Pisma Świętego, która w 1931 roku przyjęła nazwę Świadkowie Jehowy, po publikacji artykułów w „Strażnicy” z 15 listopada i 1 grudnia 1928 roku (wydanie polskie z 1 i 15 stycznia 1929 roku). Artykuły te wykazywały, że Bóg nie potrzebował żadnych kamiennych pomników wybudowanych przez pogańskich władców dla uwiarygodnienia orędzia przedstawionego w Biblii. Jednocześnie większość grup powstałych wśród Badaczy Pisma Świętego po śmierci C.T. Russella w dalszym ciągu odnosi się z szacunkiem do Wielkiej Piramidy, poglądów C.T. Russella i badań Johna Edgara.
Prekursor ruchu charyzmatycznego William Marrion Branham uważał, że Kościół, który poprzez wieki został przywrócony do pierwotnego stanu, jest gotów na powrót Kamienia Szczytowego, Pana Jezusa Chrystusa. Piramidę Cheopsa uznał za jedną z trzech Biblii. Jego kamień nagrobny ma kształt piramidy.

## Piramidologia w XX wieku

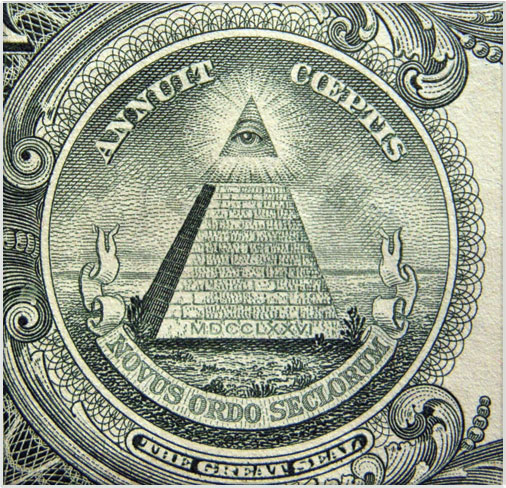
Piramida na dolarze amerykańskim z piramidionem nawiązującym do Trójcy Świętej, zawierającym „oko opatrzności”.

Edgar Cayce (1877–1945), uważany za jasnowidza i mistyka, na podstawie swoich wizji twierdził, że budową Wielkiej Piramidy kierował Jezus pod postacią Hermesa, a sam Cayce miał w tym czasie uczestniczyć w jej budowie jako główny kapłan Ra-Ta. Uważał on również, że pod płaskowyżem w Gizie znajduje się sieć tuneli i korytarzy, wśród których ukryta jest „Komnata Zapisków”, zawierająca wiedzę Atlantydów zachowaną dla potomności.
W latach 20. XX wieku szkocki inżynier David Davidson (1884–1956) dokonał numerologicznych pomiarów Wielkiej Piramidy, przyjmując, iż jeden „cal piramidowy” odpowiada jednemu rokowi. Na tej podstawie uznał, iż w wymiarach budowli zgodnie z wolą Bożą zapisane zostały dokładne dane dotyczące wydarzeń biblijnych, historycznych oraz informacje na temat przyszłości, szczególnie powtórnego przyjścia Chrystusa. Swoje teorie wyłożył w wydanej w 1924 roku książce The Great Pyramid: Its Divine Message.
W latach 30. André Pochan (1891–1979) na podstawie zdjęć wykonanych podczas równonocy jesiennej, na których południowa ściana piramidy była podzielona na dwie połowy – oświetloną i pokrytą cieniem, zwrócił uwagę, że efekt ten, utrzymujący się tylko kilka sekund, jest możliwy wyłącznie dlatego, że ściany piramidy są nieco wklęsłe. Napisał książkę poświęconą temu zagadnieniu L'énigme de la grande pyramide (Tajemnice Wielkiej Piramidy).
Peter Tompkins (1919–2007) opublikował książki Secrets of the Great Pyramid (1972) oraz Mysteries of the Mexican Pyramids (1976), które są poświęcone tematyce powstania piramid. Omawiał w nich zależności pomiędzy liczbą π oraz złotym środkiem a Wielką Piramidą.
Brytyjski pisarz Christopher Dunn w swoich książkach dowodzi tezy o wysokim stopniu zaawansowania technologicznego cywilizacji egipskiej, zaś piramidy jego zdaniem pełniły rolę generatorów zasilających ją w energię elektryczną. Dowodem na to miałoby m.in. usytuowanie kompleksu w Gizie niedaleko Nilu, którego woda miała być wykorzystywana do chłodzenia reaktorów.

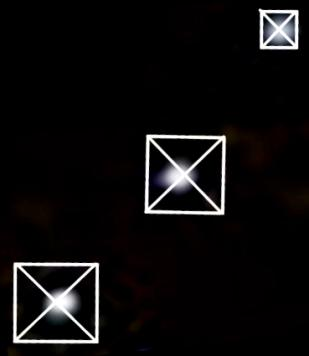
Nałożenie gwiazd Pasa Oriona na piramidy w Gizie, zgodnie z poglądami Bauvala i Hancocka.

W latach 90. XX wieku Robert Bauval i Graham Hancock wysunęli tezę, jakoby cały kompleks piramid w Gizie był w rzeczywistości gigantyczną mapą nieba, a piramidy Cheopsa, Chefrena i Mykerinosa były o kilka tysięcy lat starsze, niż przyjmuje nauka i stanowiły odwzorowanie położenia Pasa Oriona względem Drogi Mlecznej (symbolizowanej przez Nil) w połowie XI tysiąclecia p.n.e. Rewelacje te spotkały się z krytyką ze strony egiptologów, astronomów i archeoastronomów jako niedorzeczne, nie uwzględniające m.in. zmian biegu Nilu.

### Teorie Ericha von Dänikena
W drugiej połowie XX wieku zwolennicy Ericha von Dänikena oraz paleoastronautyki uznali, że wzniesienie Wielkiej Piramidy należy przypisać tylko wysoce zaawansowanej cywilizacji pozaziemskiej. Däniken w swoich książkach Wspomnienia z przyszłości i Oczy Sfinksa zanegował możliwość zbudowania tak wielkiego obiektu, jakim jest piramida Cheopsa, przez starożytnych Egipcjan. Jego zdaniem nie byliby oni w stanie transportować z odległych kamieniołomów i umieszczać w budowli potężnych bloków skalnych, zwłaszcza w tak dużej liczbie, jaka była konieczna do wzniesienia piramidy. Twierdził, że w Egipcie nie znano płóz, lin, brakowało też drewna i drewnianych statków koniecznych do przemieszczenia materiałów budowlanych. Uznawał też, że rolnictwo egipskie nie mogłoby wyprodukować wystarczającej ilości żywności dla kilkuset tysięcy robotników, a w pobliżu piramidy nie ma śladów kwater tychże pracowników.
Naukowcy wykazali jednak, że Däniken podając łączną wagę całej piramidy (a więc bloków skał, które trzeba było przytransportować) zwiększył ją o przeszło 500% w stosunku do stanu faktycznego, a obliczając potrzebną do wykarmienia robotników żywność zawyżył wartość miesięczną tysiąc razy. Krytyka naukowa tez Dänikena zwraca uwagę na fałszywość twierdzenia tego autora o odległym transporcie bloków skalnych - podstawowa część bloków pochodzi z kamieniołomów odległych od piramidy o kilkaset metrów, płyty okładzinowe z wyrobisk odległych o 15 km, a nieliczne tylko elementy z dalszych miejsc. Profesor Niwiński wskazał też na liczne reliefy i dostępne w muzeach oraz opisane w literaturze przedmiotu znaleziska lin, płóz i statków drewnianych z epoki Starego Państwa, w tym z czasów o wiek młodszych od Cheopsa oraz na ciągłość w Egipcie stosowanych technik (Däniken twierdził, że te obiekty jako młodsze od epoki Cheopsa nie mogą dowodzić, iż istniały w czasach budowy piramidy). Wskazał też na dużą dostępność drewna, zarówno miejscowego, jak i importowanego, oraz na znaczne nadwyżki żywności, którą nawet eksportowano na szeroką skalę.
Däniken zakwestionował także przyjęty w nauce pogląd, iż Wielka Piramida została zbudowana przez i dla Cheopsa, uważając że powstała ona znacznie wcześniej i nie jako grobowiec, a obserwatorium. Ponieważ w pomieszczeniach tej budowli są hieroglify z imieniem Cheopsa, to Däniken powołał się na pseudonaukową książkę Sitchina, w której tenże oskarża odkrywców owych hieroglifów o ich sfałszowanie wskazując na to, że w jednym napisie jest błąd ortograficzny zaczerpnięty przez odkrywców ze starszej książki źródłowej Wilkinsona, a napisy są pismem hieratycznym powstałym długo po Cheopsie. Däniken wskazał także na brak Tekstów Piramid, posągów i tekstów o faraonie w i na piramidzie. W istocie jednak obaj piramidolodzy podają nieprawdziwe dane: błędu ortograficznego nie ma, znaki hieratyczne były stosowane od I dynastii, a więc od samego początku pisma egipskiego, a w piramidzie odkryto liczne inskrypcje, których nie ilustrował w swej książce Wilkinson; z kolei Teksty Piramid pojawiły się w grobowcach egipskich władców kilkaset lat po Cheopsie, a ozdobne elementy otaczające piramidę były niszczone przez setki lat. Podobnie obalone zostały jako fikcyjne argumenty Dänikena o tym, że wymiary i położenie piramidy mają związek z różnymi danymi astronomicznymi i np. wagą Ziemi.

## Piramidologia a radiestezja

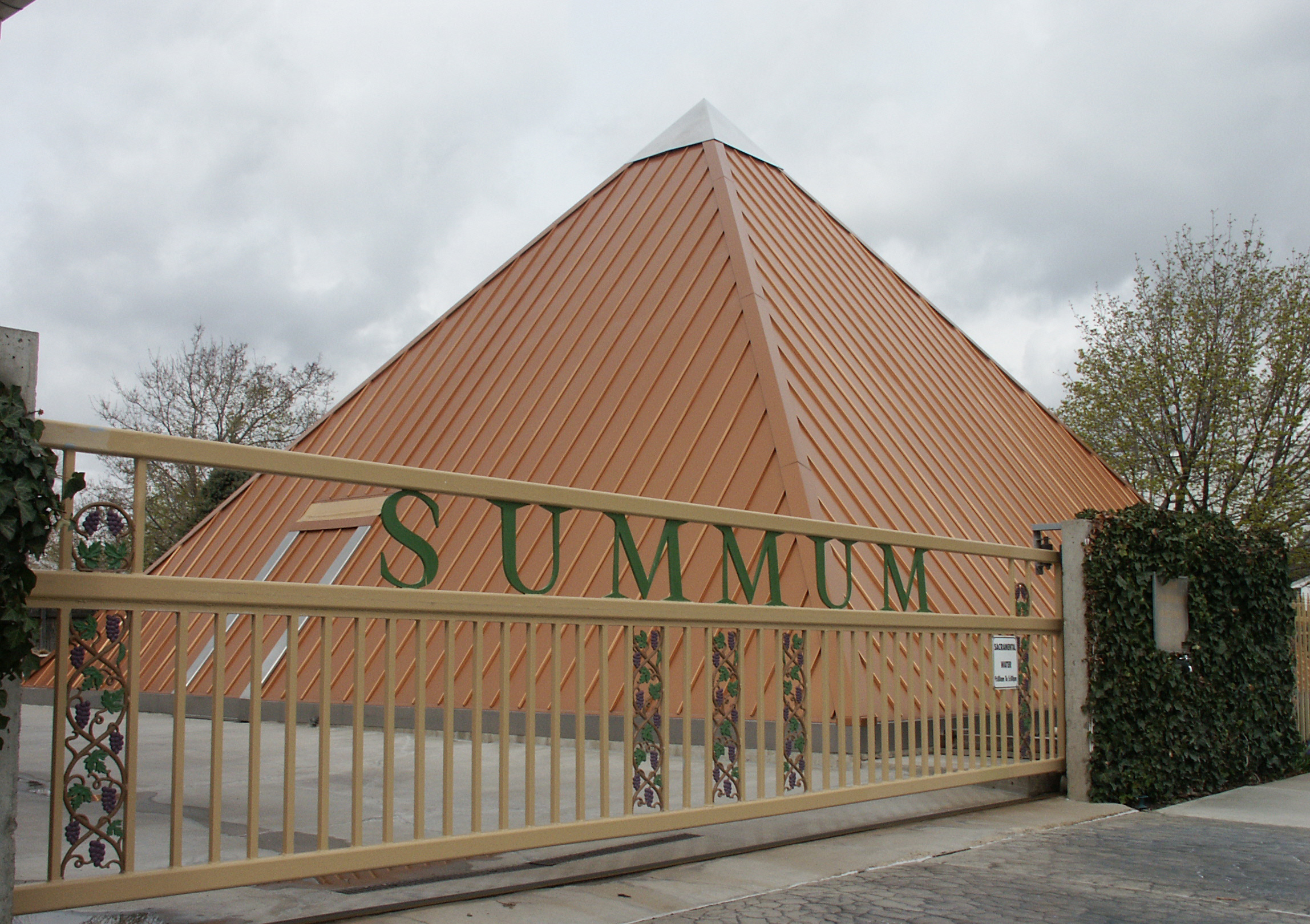
Summum Pyramid – sanktuarium wywodzącej się z nurtu New Age organizacji religijnej Summum, Salt Lake City.

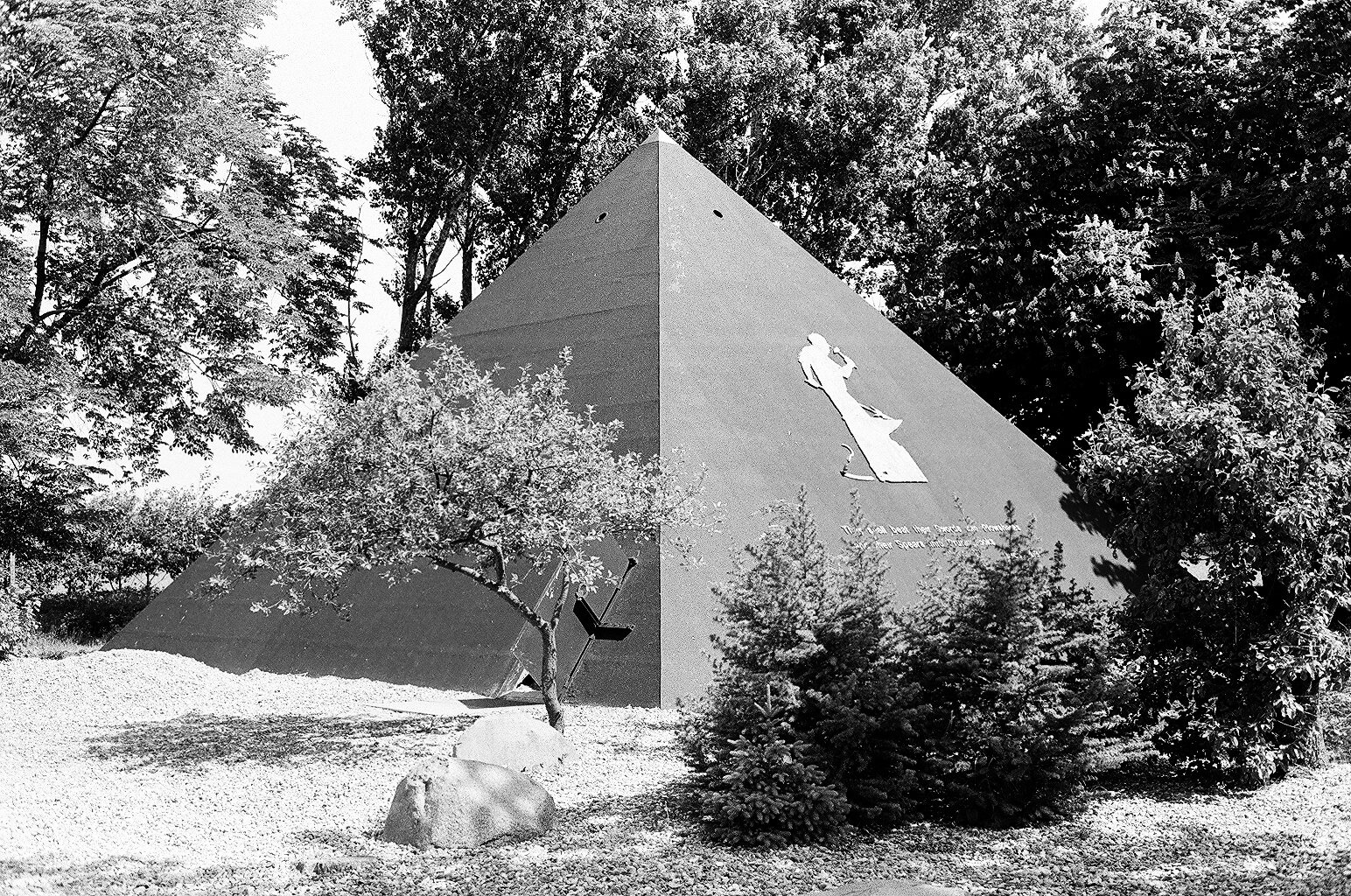
Duńska piramida z lat 1980 nawiązująca do idei energii psychotronicznych

Zdaniem radiestetów sam kształt piramidy związany jest z nadprzyrodzonymi mocami. 
W latach 1930 Justin Antoine Alfred Bovis, w swoim pamflecie „Nicejska metoda radiestezji” opublikowanym podczas Międzynarodowego Kongresu Radiotelegrafii (fr. Radiotellerie) promował piramidiologię oraz „indukcję form na odległość”, mierząc „biometrem” dobroczynne i szkodliwe promieniowanie tejże:

Uważam, że linie promieniowania powstają na skutek odbicia fal kosmicznych z każdej strony; eksperymenty, które przeprowadziłem w laboratorium, zdają się potwierdzać to przypuszczenie.

Bovis zajął się następnie konstruowaniem drewnianych piramidek, które rzekomo miały znakomicie konserwować włożoną do nich żywność, zapobiegając jej gniciu.
W latach 50. XX wieku czechosłowacki wynalazca Karel Drbal opatentował urządzenie w kształcie piramidy, mające służyć do ostrzenia żyletek – włożony do piramidki przedmiot miał się samoczynnie ostrzyć dzięki działaniu obecnych w niej nadnaturalnych sił. Wynalazek Drbala upowszechnił się na Zachodzie po opisaniu go w wydanej w 1970 roku pracy Psychic Discoveries Behind the Iron Curtain. Radiesteci wykorzystują także konstrukcje w kształcie piramid, które przebywającemu w ich wnętrzu człowiekowi mają przywracać siły duchowe.